# Victoria Wikström
Victoria Wikström, född 30 juni 1989, är en svensk innebandyspelare (forward) som spelar med Iksu sedan år 2007. Tidigare spelade hon med IBK Dalen. Hon var med i det svenska landslag som vann guld vid innebandy-VM 2009 samt tog hem SM-Guld vid innebandy-SM 2012 med Iksu. Hon var även med och vann U19-VM. Hon blev skyttekung i EFT turneringen i Finland 2011. Hon har senare vunnit 2 SM-Guld och 2 ytterligare VM-Guld 2011 och 2013.